# Billy Sheehan
William "Billy" Sheehan, född 19 mars 1953 i Buffalo, New York, är amerikansk basist. Han är ansedd som en av världens bästa basister och är känd för sina virtuosa skalor och licks.
Sheehans första kända band var Talas, en trio utöver Sheehan bestående av gitarristen Dave Constantino och trummisen Paul Varga. Efter Talas anslöt sig Sheehan 1986 till David Lee Roth och hans soloband med vilket han spelade fram till 1988. Därpå bildade han bandet Mr. Big, mest känt för hiten "To Be With You" från 1992, som han spelade med fram till det upplöstes 2002. Sedan 1996 är han medlem i en fusiongrupp kallad Niacin och han spelar också i Steve Vais band. Han har under 2000-talet gjort två soloalbum. 2009 återförenades han med Mr. Big för en Japanturné, ett nytt album med bandet betitlat "What if" som släpptes den 15 december 2010 av Frontiers Records.
Billy Sheehan är sedan 1971 scientolog.

## Diskografi, solo
- 2001 – Compression
- 2005 – Cosmic Troubadour
- 2006 – Prime Cuts